# Neromia picticosta
Neromia picticosta là một loài bướm đêm trong họ Geometridae.